# Terebellida
Terebellida ist der Name einer Unterordnung meist sessiler und röhrenbauender, als Filtrierer lebender Vielborster (Polychaeta) in der Ordnung Canalipalpata und der Unterklasse Palpata, die in Meeren weltweit zu finden sind.

## Merkmale
Die Terebellida erreichen Körpergrößen von 1 bis 40 cm. Die Tiere zeichnen sich durch eine Kehlmembran (Gularmembran) aus, bei der es sich um eine muskulös erweiterte Scheidewand des ersten Segments, also im vordersten Teil des Körpers handelt. Sie dient dazu, den Druck der Coelomflüssigkeit zu erhöhen und so vordere Körperanhängsel hydraulisch nach außen zu strecken. Ein weiteres charakteristisches Merkmal ist eine Verdickung im Gewebe des dorsalen Blutgefäßes im Bereich über dem Oesophagus, wo Blutzellen produziert werden. Das Kopfende der Terebellida ist durch zahlreiche dünne, nicht rückziehbare, von Coelomkanälen durchzogene Tentakeln verborgen, die der Ernährung der Tiere durch Heranstrudeln von Detrituspartikeln dienen. Die dorsal sitzenden Kiemen der Terebellidae können einfach oder verzweigt sein. Der Körper ist in einen Thorax und ein Abdomen unterteilt.

## Verbreitung, Lebensraum und Lebensweise
Die Terebellida sind in Meeren weltweit verbreitet und leben sowohl auf weichen als auch auf harten Substraten, wo sie ihre Wohnröhren bauen und so als sessile Tiere leben oder sich auch im weichen Substrat eingraben. Sie ernähren sich als Filtrierer von Detritus und Phytoplankton, das sie mit ihren Tentakeln aus der Meeresströmung auffangen und zum Mund transportieren.

## Systematik
Die Unterordnung Terebellida gehört laut der Systematik nach Rouse & Fauchald von 1998 zur Ordnung Canalipalpata in der Unterklasse Palpata.
Laut dieser Systematik gehören zur Unterordnung Terebellida folgende Familien:
- Acrocirridae
- Flabelligeridae
- Cirratulidae
- Sternaspidae
- Alvinellidae
- Ampharetidae
- Pectinariidae
- Terebellidae
- Trichobranchidae

Die Terebellida wurden 1962 von Rodney Phillips Dales als Ordnung mit den Familien Pectinariidae, Terebellidae und Ampharetidae aufgestellt. Gregory W. Rouse und Kristian Fauchald bezogen 1998 auch die zuvor innerhalb der Ordnung der Spionida als Cirratuliformia zusammengefassten Familien Cirratulidae und Acrocirridae in diese Ordnung ein, da sie mit ihnen als gemeinsame Merkmale die kräftige Kehlmembran und die Produktion von Blutzellen im dorsalen Blutgefäß haben.
Neuere phylogenetische Untersuchungen stützen wieder eine Aufteilung der Terebellida sensu Rouse & Fauchald. So sehen Struck, Golombek und andere (2015) auf Grund ihrer molekulargenetischen Forschungen die Terebelliformia als Schwestergruppe der Arenicolidae, mit denen zusammen sie wiederum eine Schwestergruppe zu den Clitellata bilden, und finden keine enge Beziehung zu den Cirratuliformia, die sie als Schwestergruppe der Siboglinidae (Bartwürmer) erkennen, mit denen zusammen sie wiederum eine Schwestergruppe zu einer Klade aus den Sabellida und Spionida bilden. Damit wären die Terebellida im hier beschriebenen Sinne obsolet. Die zu ihnen gehörenden, gemäß diesen Arbeiten nicht nahe miteinander verwandten Gruppen umfassen folgende Familien:
- Terebellomorpha:[1]
  - Alvinellidae Desbruyères & Laubier, 1986
  - Ampharetidae Malmgren, 1866
  - Pectinariidae Quatrefages, 1866
  - Terebellidae Johnston, 1846
  - Trichobranchidae Malmgren, 1866

und als nicht verwandte Gruppe
- Cirratuliformia:[2]
  - Acrocirridae Banse, 1969
  - Cirratulidae Ryckholt, 1851
  - Fauveliopsidae Hartman, 1971
  - Flabelligeridae de Saint-Joseph, 1894
  - Sternaspidae Carus, 1863